# Jozef Čapkovič
Jozef Čapkovič (Bratislava, 18 de dezembro de 1947) é um ex-futebolista profissional eslovaco que atuava como meio-campo.

## Carreira
Jozef Čapkovič fez parte do elenco da Seleção Tchecoslovaca de Futebol, na Eurocopa 1976. Na época, vinha de um bicampeonato seguido no campeonato tchecoslovaco com o Slovan Bratislava, pelo qual vencera ao lado do irmão gêmeo Ján Čapkovič a Recopa Europeia de 1968-69 - a primeira conquista continental de um clube do Leste Europeu e a única de uma equipe da Tchecoslováquia.

## Slovan Bratislava
- Recopa Europeia: 1968-69

### Seleção Tchecoslovaca
- Eurocopa: 1976